# Chrysanthemum rhombifolium
Chrysanthemum rhombifolium là một loài thực vật có hoa trong họ Cúc. Loài này được H.Ohashi & Yonek. mô tả khoa học đầu tiên năm 2004.